# Rio Salado (Paraguai)
O Rio Salado é um rio do Paraguai.